# Casa Burnham-Marston
La Casa Burnham-Marston (en inglés: Burnham-Marston House) es una casa histórica ubicada en San Diego en el estado estadounidense de California. La Casa Burnham-Marston se encuentra inscrito  en el Registro Nacional de Lugares Históricos desde el 22 de septiembre de 1986. Hebbard & John Kaar Gill fueron los arquitectos que diseñaron la Casa Burnham-Marston.

## Ubicación
La Casa Burnham-Marston se encuentra dentro del condado de San Diego en las coordenadas 32°44′34″N 117°09′23″O / 32.742778, -117.156389.